# Tahar El Khalej
Tahar El Khalej (Marrakech, Marruecos, 16 de junio de 1968) es un exfutbolista marroquí, se desempeñaba como centrocampista y defensa y disputó gran parte de su carrera deportiva en Portugal e Inglaterra.

## Clubes
| Club              | País       | Años        |
| ----------------- | ---------- | ----------- |
| KAC Marrakech     | Marruecos  | 1990 - 1994 |
| União Leiria      | Portugal   | 1994 - 1997 |
| SL Benfica        | Portugal   | 1997 - 2000 |
| Southampton FC    | Inglaterra | 2000 - 2003 |
| Charlton Athletic | Inglaterra | 2003        |

- Datos: Q2718569

[[Categoría:Nacidos Tánger